# 小沢章友
小沢 章友（おざわ あきとも、1949年〈昭和24年〉11月10日 - ）は、日本の小説家。推理作家協会会員。

## 来歴
佐賀県佐賀市生まれ。早稲田大学政治経済学部卒業。
コピーライター等を経て作家になる。1993年『遊民爺さん』で第2回開高健賞奨励賞受賞。
伝奇ロマン、幻想、ホラー、耽美と幅広い作風で活躍。歴史古典の児童用編訳も多く手がける。
『夢魔の森』『闇の大納言』などの、平安を舞台にした、陰陽師の土御門一族を軸に描く王朝ロマン連作「土御門クロニクル」で、陰陽師ブームの先駆者となる。
また女子大にて非常勤講師として文章創作講座を受け持つ。
1979年〜2001年にNHK-FMで放送されたラジオ番組「クロスオーバーイレブン」のスクリプトを担当。そのときに放送されたストーリーも、短編として後に発表しているものがいくつかある。『遊民爺さん』三部作も、津嘉山正種の朗読で放送され、反響を呼んだ。FM40年特別企画として復活した「クロスオーバーイレブン2009」（『遊民爺さん』）、「クロスオーバーイレブン2012夏」（『就勝乙女(しゅうかつ・おとめ)』シリーズ）でもスクリプトを担当した。

## 作風
現実と幻想を織り交ぜたものが多い。子供時代は『千夜一夜物語』『西遊記』『三国志』を愛読したという。「大やけどをするなど現実が辛く、別世界の冒険譚や幻想物語で自分を癒していました。それで、幻想的な世界が好きになったのだと思います。 広告コピーは、クライアントの気持ちを代弁するものですが、小説は反対で、自分の気持ち、精神をむき出しにしないと書けない。やっぱり小説の方が面白くて、作家になりました」と自身が話している。
芥川龍之介や三島由紀夫などの文豪の、作品と実際の人生を幻想的に織り交ぜた小説
- 『龍之介怪奇譚』『龍之介地獄変』『三島転生』

平安を舞台にした幻想譚
- 『夢魔の森』『運命の環』『炎舞恋』『狼蘭末法絵巻』など

現代を舞台にした幻想小説
- 『不死』『怪域』『極楽鳥』『恐怖のKA・TA・CHI』など

古典や歴史を、やさしい日本語で大胆にリライトした児童文学
- 『三国志』『西遊記』『ギリシア神話』『織田信長』『おとぎ草子』『今昔物語』など

人間味あふれる、おかしくほろ苦いユーモアメルヘン
- 『遊民爺さん』シリーズ

すこし不思議で美しい詩的世界
- 『プラネット・オルゴール』

自身の女子大での創作講座を元にした女子大生もの
- 『心配しないでね』『女子大生がヤバイ！』『就勝乙女(しゅうかつ・おとめ)』『女子大生ヤバイ語辞典』

## 主な著書

### 受賞作『遊民爺さん』シリーズ
- 『遊民爺さん』(TBSブリタニカ)（1993単行本発行）、（小学館文庫）（1998文庫化）

芸術好きで、高等遊民をきどる、ジョギング姿の異様な風体の老人「遊民爺さん」。
主人公の「哲郎くん」に、遊民爺さんが、芸術の話や食べ物の話や、とにかく何やかんや話しかけてくる。
何弁だかわからない、おかしな口調でぺらぺら話す爺さんの話を、初めはうっとうしく聞いている哲郎。でもだんだんおもしろおかしく感じてきて、遊民爺さんに話しかけられるのが楽しくなってくる。哲郎にほめられ、遊民爺さんは一念発起して小説を書く。だが、現実は甘くはなかった……。人生の可笑しさとほろ苦さを描く第一作（開高健賞奨励賞受賞）。
- 『遊民爺さん、パリへ行く』（阪急コミュニケーションズ、1998）

第二作。1986年、夏。前年のクリスマスに20歳の画学生リヤンちゃんに恋してしまい、ずっと会えないまま傷心を抱えた芸術好きのディレッタント爺さんが、下北沢商店街の福引で「金の玉」パリ旅行を引き当てる。「パリだがや！ 哲郎くん、パリへ行くがや！」広告代理店に勤める哲郎を相棒に、憧れの都・パリへ―。ダンテの「神曲」にちなんで「地獄篇・赤の日」「煉獄篇・白の日」「天国篇・青の日」と、抱腹絶倒の珍道中が展開される。パリの名所も随所に折り込んだ、ちょっぴり切ないユーモア小説。
- 『遊民爺さんと眠り姫』小学館（2001）

第三作。遊民爺さんがまたも恋におちる。バーン・ジョーンズ展で、「眠り姫」の絵の前にいた、そこから抜け出てきたような美しい女性。オペラ歌手の卵で、ナルコレプシー（眠り病）だと言うのだが･･･。そのころ、駆け出しのコピーライターの哲郎は、仕事で苦悩していて･･･。眠り姫は舞台を成功させることができるのか？ 遊民爺さんの淡い恋のゆくえは？ 誰もが何かを背負って生きている。恋と夢と哀しみのユーモア・メルヘン。

### 幻想・怪奇・ホラー・王朝伝奇ロマン
文豪の作品世界と現実が交錯する幻想小説
- 『龍之介地獄変』新潮社（2001）
- 『龍之介怪奇譚』双葉社（2010）
- 『三島転生』ポプラ社（2007）

平安が舞台・陰陽師の土御門一族を軸に描く王朝ロマン連作「土御門クロニクル」
- 『運命の環』文藝春秋（1996）
- 『曼陀羅華』講談社（1996）
- 『夢魔の森』集英社（1997）
- 『闇の大納言』集英社（2000）
- 『炎舞恋』白泉社（2001）
- 『陰陽師伝記大全』白泉社（2001）「吸魄鬼」収録

室町が舞台
- 『運命師 降魔伝』（双葉文庫）双葉社（2014）

江戸が舞台
- 『あやか師夢介 元禄夜話』（招き猫文庫）白泉社（2015）

現代が舞台
- 『ロックンロール・アルテミス』国書刊行会（1989）
- 『千年の蛇』国書刊行会（1990）
- 『天使祓い』国書刊行会（1990）
- 『不死』小学館（1998）
- 『怪域』朝日新聞社（1999）
- 『異形コレクション11 トロピカル』（廣済堂文庫）（1999）「極楽鳥」収録
- 『異形コレクション12 GOD（ゴッド）』（廣済堂文庫）（1999）「シャッテンビルト伯爵」収録
- 『異形コレクション13 俳優』 （廣済堂文庫）（1999）「伝説のサラ」収録
- 『極楽鳥』（ハルキ・ホラー文庫）角川春樹事務所（2000）
- 『千年天使』角川春樹事務所（2000）
- 『恐怖のKA・TA・CHI』双葉社（2000）
- 『異形コレクション18 幽霊船』 （光文社文庫）（2001）「沈鐘」収録
- 『荒野狼 破壊神リリス』徳間書店（2002）
- 『異形コレクション24 酒の夜語り 』 （光文社文庫）（2002）「李白一斗詩百篇」収録
- 『魔娼』徳間書店（2004）
- 『歌舞伎町 炎の夜』河出書房新社（2007）
- 『異形コレクション39 ひとにぎりの異形』 （光文社文庫）（2007）「星月夜」収録
- 『ふしぎ探偵 竜翔』（文芸社文庫）文芸社（2015）

現代が舞台の詩的世界
- 『プラネット・オルゴール』講談社 画：君野可代子（2015）

### エッセイ・実用書
エッセイ
- 『心配しないでね - 当世女子大生告解録』新潮社（1999）
- 『女子大生がヤバイ！』（新潮新書）（2012)
- 『就勝乙女』（インターグロー）（2013）

実用書
- 『女子大生ヤバイ語辞典』（主婦の友社）（小沢章友+ヤバイ語調査会）（2013）
- 『なんだ、腰痛はこうやったら治るのか。』（CCCメディアハウス）監修：小澤直子（2014）

### 児童文学・古典編訳・歴史・絵本・ノベル
中国の古典編訳
- 『三国志(1) 飛龍の巻』（講談社青い鳥文庫）画：山田章博（2008）
- 『三国志(2) 風雲の巻』（講談社青い鳥文庫）画：山田章博（2009）
- 『三国志(3) 激闘の巻』（講談社青い鳥文庫）画：山田章博（2009）
- 『三国志(4) 火炎の巻』（講談社青い鳥文庫）画：山田章博（2009）
- 『三国志(5) 大願の巻』（講談社青い鳥文庫）画：山田章博（2009）
- 『三国志(6) 流星の巻』（講談社青い鳥文庫）画：山田章博（2009）
- 『三国志(7) 死生の巻』（講談社青い鳥文庫）画：山田章博（2010）
- 『おもしろい話が読みたい!（ワンダー編）』三国志英雄列伝 曹操の巻 -最強将軍の誕生-（講談社青い鳥文庫）画：山田章博（2010）
- 『三国志英雄列伝』（講談社青い鳥文庫）画：山田章博（2011）
- 『西遊記』（新装版）（講談社青い鳥文庫）画：山田章博（2013）

日本の歴史・古典編訳
- 『今昔物語 ―世にもふしぎな物語』（講談社青い鳥文庫）（1991）
- 『雨月物語 ―世にもおそろしい物語』（講談社青い鳥文庫）（1992）
- 『おとぎ草子 ―世にもおかしな物語』（講談社青い鳥文庫）（1994）
- 『むかしむかしの鬼物語 ―世にもこわい物語』（講談社青い鳥文庫）（1998）
- 『飛べ!龍馬 ―坂本龍馬物語―』（講談社青い鳥文庫）画：流石景（2010）
- 『織田信長 ―炎の生涯― 戦国武将物語』（講談社青い鳥文庫）画：棚橋なもしろ（2011）
- 『豊臣秀吉 ―天下の夢― 戦国武将物語』（講談社青い鳥文庫）画：棚橋なもしろ（2011）
- 『徳川家康 ―天下太平―戦国武将物語』（講談社青い鳥文庫）画：棚橋なもしろ（2012）
- 『平清盛 ―運命の武士王― 歴史英雄伝』（講談社青い鳥文庫）画：棚橋なもしろ（2012）
- 『黒田官兵衛 戦国武将物語 ―天下一の軍師― 』（講談社青い鳥文庫）画：流石景（2013）
- 『武田信玄と上杉謙信 戦国武将物語』（講談社青い鳥文庫）画：甘塩コメコ（2015）
- 『真田幸村 ―風雲!真田丸― 戦国武将物語』（講談社青い鳥文庫）画：流石景（2015）
- 『大決戦!関ケ原 戦国武将物語』（講談社青い鳥文庫）画：甘塩コメコ（2016）
- 『徳川四天王 戦国武将物語』（講談社青い鳥文庫）画：甘塩コメコ（2017）
- 『歴史人物ドラマ 西郷隆盛』（講談社青い鳥文庫）画：山田一喜（2017）
- 『伝記シリーズ 戦国の天下人 信長・秀吉・家康 』（集英社みらい文庫）画：暁かおり（2013）
- 『伝記シリーズ 徳川15人の将軍たち 』（集英社みらい文庫）画：森川泉（2014）
- 『日本の歴史最強ライバル列伝 』（集英社みらい文庫）画：きろばいと（2017）
- 『日本史超びっくり!謎伝説』（集英社みらい文庫）画：RICCA（2018）
- 『戦国武将物語 明智光秀 美しき知将』（講談社青い鳥文庫）画：kaworu（2019）
- 『歴史人物ドラマ 渋沢栄一 日本資本主義の父』（講談社青い鳥文庫）画：十々夜（2020）
- 『歴史英雄伝 北条義時 武士の世を開いた男』（講談社青い鳥文庫）画：げみ（2021）
- 『歴史人物ドラマ ジョン万次郎 民主主義を伝えた男』（講談社青い鳥文庫）画：十々夜（2022）

世界の歴史・詩・古典編訳
- 『ほんとうにあった!世界の怪人魔人物語』（講談社KK文庫）（2007）
- 『ギリシア神話 ふしぎな世界の神様たち』（集英社みらい文庫）（2012）
- 『読まずに死ねない 世界の名詩50編』（じっぴコンパクト新書）画：マツオヒロミ（2017）
- 『ブッダ』（講談社火の鳥伝記文庫）画：藤原カムイ（2020）

江戸が舞台の小説
- 『やっかい半次郎 かわら版屋繁盛記』（双葉文庫）（2017）

平安が舞台のライトノベル・絵本
- 『平安聖戦絵巻 沙羅と竜王〈上巻 天女降臨篇〉』角川スニーカー文庫（1992）
- 『平安聖戦絵巻 沙羅と竜王〈下巻 魔界出現篇〉』角川スニーカー文庫（1992）
- 『ドラゴン殺し』メディアワークス 画：山田章博（1996）
- 『羅生門』「京の絵本」刊行委員会 改訂版 絵：竹内浩一（1999）
- 『陰陽師狼蘭〈1〉鬼哭動乱』（学研M文庫）学習研究社（2001）
- 『陰陽師狼蘭〈2〉怪異繚乱』（学研M文庫）学習研究社（2001）
- 『陰陽師狼蘭〈3〉天地大乱』（学研M文庫）学習研究社（2001）
- 『ムーン・ドラゴン』理論社（2005）

### 漫画原作
- 『狼蘭末法絵巻』 (プリンセスコミックス) 漫画：浅敷美和、秋田書店（1999）

### 作詞
- 「あじさい」 作曲：三枝成章、歌：太田裕美（NHK みんなのうた 1977年6月-7月放送）『太田裕美の軌跡 〜First Quarter〜』に収録
- 「雪のわすれもの」 作曲：中村勝彦、歌：大竹しのぶ（NHK みんなのうた）